# Jesús Clímaco Palacios Córdova
Jesús Clímaco Palacios Córdova fue un hacendado y político peruano. 
Participó en las elecciones generales de 1980 como candidato a diputado por Junín sin éxito. En las elecciones municipales de ese mismo año obtuvo una regiduría en la Municipalidad Provincial de Huancayo. Fue elegido diputado por el departamento de Junín en 1985 en las elecciones generales de ese año en las que salió elegido como presidente del Perú por primera vez Alan García Pérez. Presentó nuevamente su candidatura al Congreso en las elecciones generales de 1995 sin éxito. Finalmente, en las elecciones municipales del 2002 fue candidato a la alcaldía distrital del Rímac sin obtener la victoria.